# سیارک ۱۷۹۸۸
سیارک ۱۷۹۸۸ (به انگلیسی: 17988 Joannehsieh، نامگذاری:1999JR62) هفده هزار و نهصد و هشتاد و هشتمین سیارک کشف شده‌است که در ۱۰ مه ۱۹۹۹ کشف شد.
قدر مطلق سیارک برابر 14.8 است.